# Cristoforo Colombo (incrociatore 1875)
Il Cristoforo Colombo è stato un incrociatore  a propulsione mista vela-vapore della Regia Marina in servizio tra il 1876 e il 1891.

## Storia
La costruzione dell'incrociatore a propulsione mista Cristoforo Colombo, su progetto dell'ingegnere Benedetto Brin su piani di costruzione britannici, fu ordinata presso l'Arsenale di Venezia,  e l'unità fu impostata nel febbraio 1873, varata il 15 settembre 1875, completata nel 1876 entrando in servizio effettivo nella Regia Marina il 16 novembre di quell'anno.

## Descrizione tecnica
La RN Cristoforo Colombo era una incrociatore con scafo in legno, che dislocava 3.362 tonnellate a pieno carico, era lungo 75,72 m, largo 11,30 m, e con un pescaggio di 5,25 m a pieno carico. L'apparato propulsivo si basava su una motrice alternativa Penn di Londra e 6 caldaie che erogavano una potenza massima di 3.782 ihp. La dotazione di carbone era pari a 460 tonnellate. La velocità massima raggiungibile era pari a 16 nodi.  L'armamento si basava su 8 cannoni  da 120 mm, aumentato successivamente con l'installazione di un tubo lanciasiluri da 350 mm.

## Impiego operativo
Armata a nave goletta, aveva vele quadre sull'albero di trinchetto e vele auriche sulla maestra e sulla mezzana. Dal gennaio 1877 al marzo 1879 al comando del capitano Felice Napoleone Canevaro il Cristoforo Colombo compì un lungo viaggio di circumnavigazione del globo. La nave, attraversato il canale di Suez, costeggiò l'Asia, toccando i porti della Cina e in Indonesia recuperò la salma di Bixio che era morto di colera a Banda Aceh nel 1873, e poi proseguì per il Giappone, la Russia, spingendosi fino in Siberia, l'Australia e le Americhe; dopo il passaggio in Atlantico attraverso lo stretto di Magellano, risalì il Sudamerica fino alle Antille rientrando poi in Italia.
In occasione dello scoppio della guerra franco-cinese (1884) per il controllo dell’Indocina, il Cristoforo Colombo, al comando del capitano di vascello Enrico Accinni, si portò in Indocina dove svolse un’importante opera di mediazione a nome di tutti i paesi neutrali, fino al ritorno della pace. Vista l’abilità dimostrata al comandante Accinni venne dato l'ordine di rimanere in Asia al fine di collaborare collaborare con i nostri rappresentanti diplomatici nella stesura di accordi commerciali con i regni dell'Estremo Oriente, che proprio allora si stavano affacciando al commercio internazionale. Nell'estate del 1885 il Cristoforo Colombo lasciò il porto giapponese di Yokohama e, dopo uno scalo tecnico alle Hawaii e uno a Panama, raggiunse le coste del Perù e poi del Cile, pochi mesi dopo la conclusione di una lunga guerra regionale che aveva visto coinvolta anche la Bolivia. Anche qui  il comandante Accinni e il suo equipaggio si posero al servizio dei  rappresentanti diplomatici italiani, accompagnandoli anche fisicamente negli incontri con i governi locali. Il Cristoforo Colombo rimase in zona per due anni e mezzo, tanto che nel giugno 1886 il suo equipaggio fu completamente avvicendato e rientrò in Italia a bordo di un piroscafo civile, mentre il comando della nave passava al capitano di vascello Matteo Fecarotta.
Nel dicembre 1987 l'incrociatore ricevette l'ordine di lasciare l'area del Pacifico e circumnavigare l'America del Sud in direzione di Montevideo, capitale dell'Uruguay. Attraversato anche l'Oceano Atlantico il Cristoforo Colombo rientrò a Venezia il 26 aprile 1888, dopo un viaggio di quattro anni e mezzo in Cina, Corea, Giappone e America del Sud, a tutela delle rotte commerciali e degli interessi italiani.
Il 27 marzo 1889 il Cristoforo Colombo, al comando del capitano di fregata Inigo Suardo Guevara, salpò da Venezia per compiere una importante missione diplomatica nel Mar Rosso. Assieme alla cannoniera Sebastiano Veniero (comandante, capitano di corvetta Gaetano Cassanello) e alla goletta Miseno (comandante, tenente di vascello Raffaele Marselli) si portò ad Hodeida (penisola arabica) per terminare le trattative con il locale governatore ottomano circa le pretese riparazioni per un trattamento ingiurioso subito dal locale agente consolare italiano.
La ferma posizione mantenuta del comandante Guevara che non esitò a notificare un ultimatum, minacciando di bombardare la città, vennero immediatamente ottenute le pretese riparazioni.
Dopo la positiva conclusione della vertenza le unità proseguirono per Massaua, effettuando varie missioni nel Mar Rosso e poi il Sebastiano Veniero (comandante, capitano di fregata Michele Devoto) rientrò a Napoli il 15 giugno, seguito due mesi dopo dal Cristoforo Colombo. 

### Annotazioni
1. ↑  Tale tubo lanciasiluri fu aggiunto dopo l'entrata in servizio.
2. ↑  Al rientro da tale missione Accinni fu promosso contrammiraglio.

### Fonti
1. 1 2  Agenzia Bozzo.
2. 1 2 3 4  Gardiner 1979, p. 345.
3. 1 2  Marcianò 2006, p. 24.
4. 1 2 3 4 5 6 7  Marina Difesa.
5. 1 2 3 4  Marina Difesa.